# Wells Fargo Center (Minneapolis)
Wells Fargo Center – wieżowiec w Minneapolis, będący trzecią najwyższą budowlą w mieście, po 225 South Sixth. Mierzy 236 metrów, posiada 57 kondygnacji. Jego budowę rozpoczęto w 1986, ukończono w 1988 roku.
Budynek ten został zaprojektowany w stylu art déco, podobnie jak kilka innych okolicznych wieżowców.